# Detroit (Illinois)
Detroit és una població dels Estats Units a l'estat d'Illinois. Segons el cens del 2000 tenia 93 habitants.

## Demografia
Segons el cens del 2000, Detroit tenia 93 habitants, 37 habitatges, i 21 famílies. La densitat de població era de 149,6 habitants/km².
Dels 37 habitatges en un 27% hi vivien nens de menys de 18 anys, en un 56,8% hi vivien parelles casades, en un 0% dones solteres, i en un 43,2% no eren unitats familiars. En el 35,1% dels habitatges hi vivien persones soles el 16,2% de les quals corresponia a persones de 65 anys o més que vivien soles. El nombre mitjà de persones vivint en cada habitatge era de 2,51 i el nombre mitjà de persones que vivien en cada família era de 3,43.
Per edats la població es repartia de la següent manera: un 31,2% tenia menys de 18 anys, un 4,3% entre 18 i 24, un 31,2% entre 25 i 44, un 25,8% de 45 a 60 i un 7,5% 65 anys o més.
L'edat mediana era de 32 anys. Per cada 100 dones de 18 o més anys hi havia 93,9 homes.
La renda mediana per habitatge era de 21.875 $ i la renda mediana per família de 35.000 $. Els homes tenien una renda mediana de 34.063 $ mentre que les dones 19.375 $. La renda per capita de la població era d'11.127 $. Aproximadament el 15,4% de les famílies i el 13,1% de la població estaven per davall del llindar de pobresa.

## Poblacions més properes
El següent diagrama mostra les poblacions més properes.